# Małe Rudy
Małe Rudy (niem. Ruden) – wieś w Polsce położona w województwie kujawsko-pomorskim, w powiecie nakielskim, w gminie Szubin.
| SIMC    | Nazwa      | Rodzaj     |
| ------- | ---------- | ---------- |
| 0994118 | Bagno      | część wsi  |
| 0994124 | Duże Rudy  | część wsi  |
| 0994130 | Florentowo | przysiółek |

## Położenie
Wieś położona w okolicach doliny Noteci. Krajobraz urozmaicają liczne lasy (szczególnie olszyny położone na terenach podmokłych), rozległe łąki rozciągające się wzdłuż Noteci, Kanał Notecki (zbudowany w 1892). Szczególnie interesujący jest rozległy nieużytkowany pas ostoi dzikiego ptactwa i zwierząt, położony na obszarze rozciągającym się między Notecią, a Kanałem Noteckim.

## Podział administracyjny
W latach 1975–1998 miejscowość administracyjnie należała do województwa bydgoskiego.

## Demografia
Według Narodowego Spisu Powszechnego (III 2011) liczyła 219 mieszkańców. Jest 22. co do wielkości miejscowością gminy Szubin.

## Mieszkańcy
Mieszkańcem wsi jest Antoni Tokarczuk.

## Pomniki przyrody
W 2009 ustanowiono pomnikiem przyrody jesion wyniosły o obwodzie 418 cm i przybliżonym wieku 140 lat.

## Dawne cmentarze
Na terenie wsi zlokalizowane są dwa nieczynne cmentarze ewangelickie.